# Monte Sembrano
Monte Sembrano es una montaña ubicada en la región sur de MIMARO (Región IV-B) en Filipinas. El monte Sembrano está situado a unos 60 kilómetros (37 mi) al este por carretera desde la ciudad capital de Manila.
El monte Sembrano se encuentra entre los límites de los municipios de Jalajala y Pililla en la provincia de Rizal y la ciudad de Pakil en la provincia de Laguna. La montaña se encuentra a la cabeza de la península de Jalajala  a lo largo de la orilla de la Laguna de Bay y está rodeada por la laguna en tres lados.